# Bromus rubens
Il forasacco purpureo (Bromus rubens L., 1755) è una pianta angiosperma monocotiledone appartenente alla famiglia delle Poacee (o Gramineae, nom. cons.).

## Etimologia
Il nome generico (bromus) deriva dalla lingua greca ed è un nome antico per l'avena. L'epiteto specifico (rubens) significa "rosso" e fa riferimento al colore rossastro delle spighette.
Il nome scientifico della specie è stato definito da Linneo (1707 – 1778), biologo svedese considerato il padre della moderna classificazione scientifica degli organismi viventi, nella pubblicazione "Centuria I. Plantarum" (Cent. Pl. I. 5 - 1755) del 1755.

## Descrizione

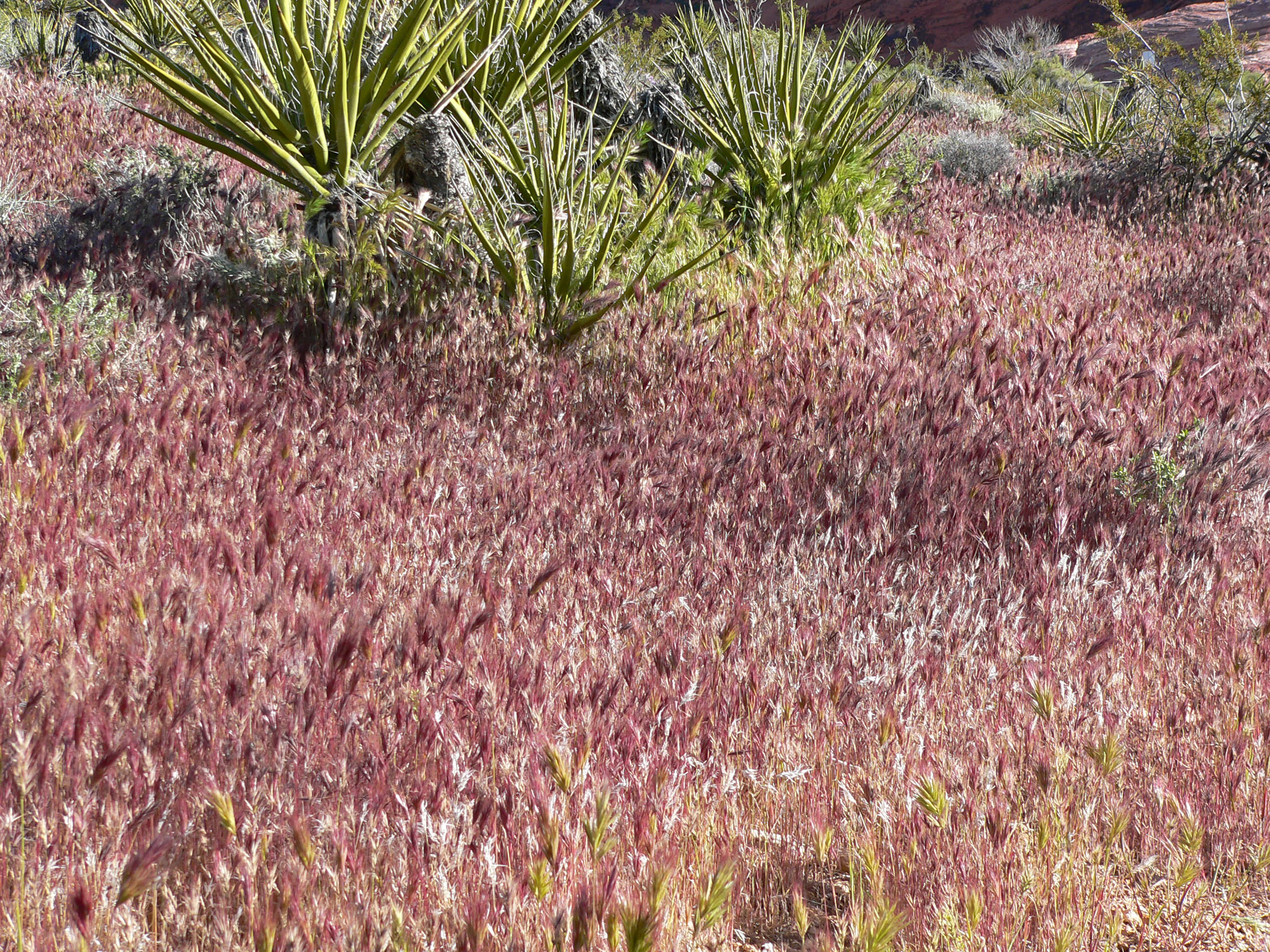
Il portamento

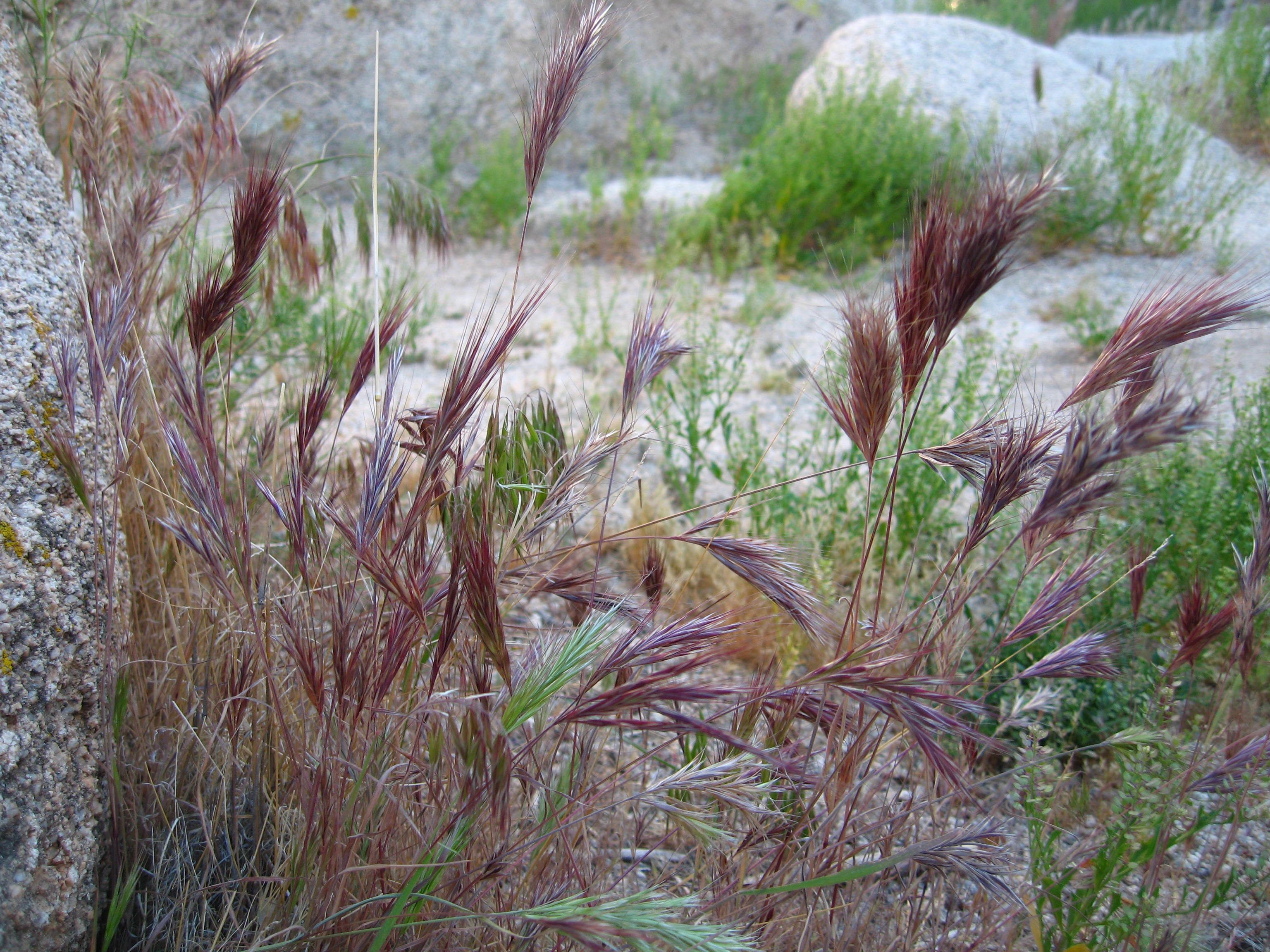
Infiorescenza

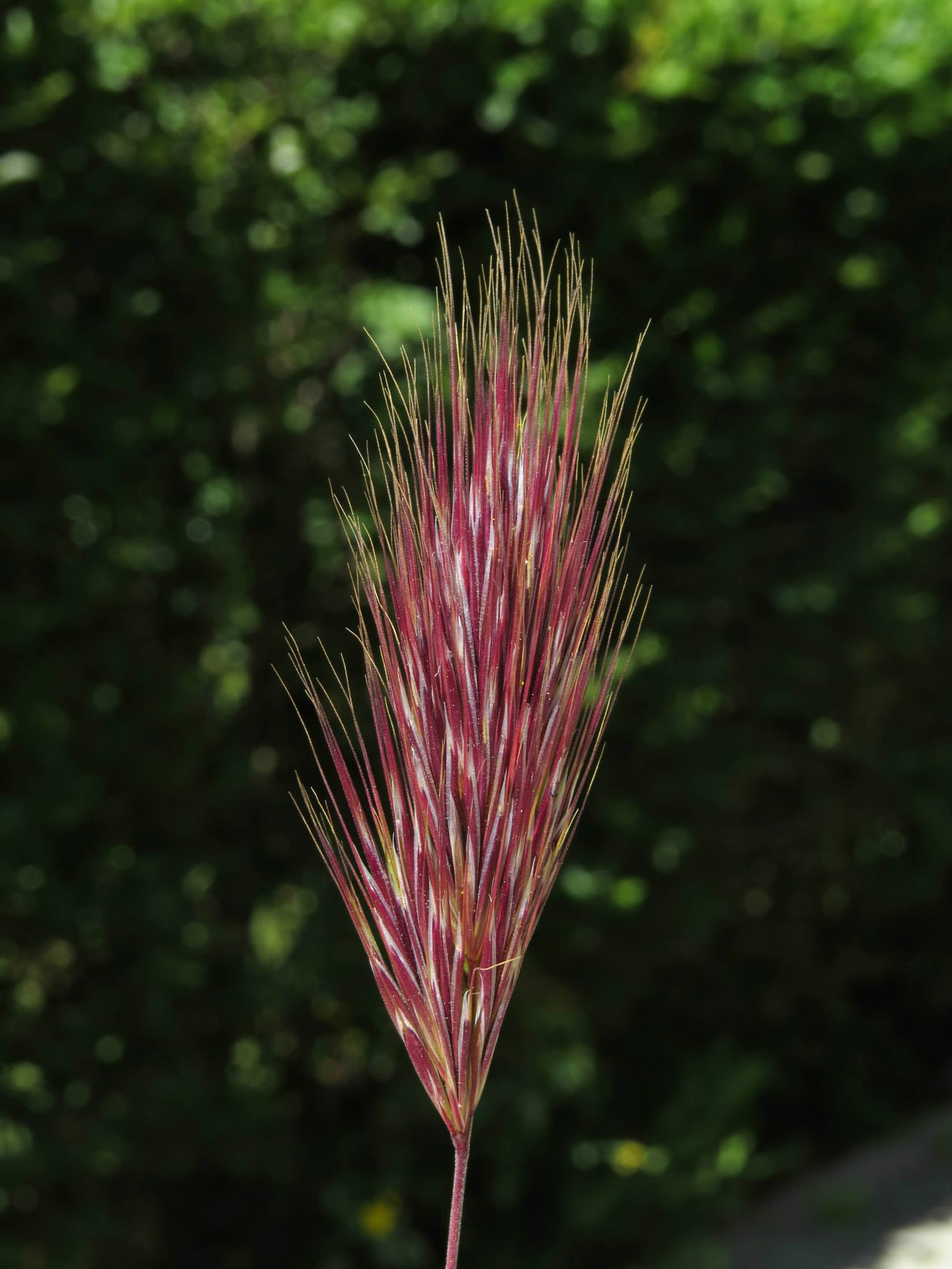
I fiori

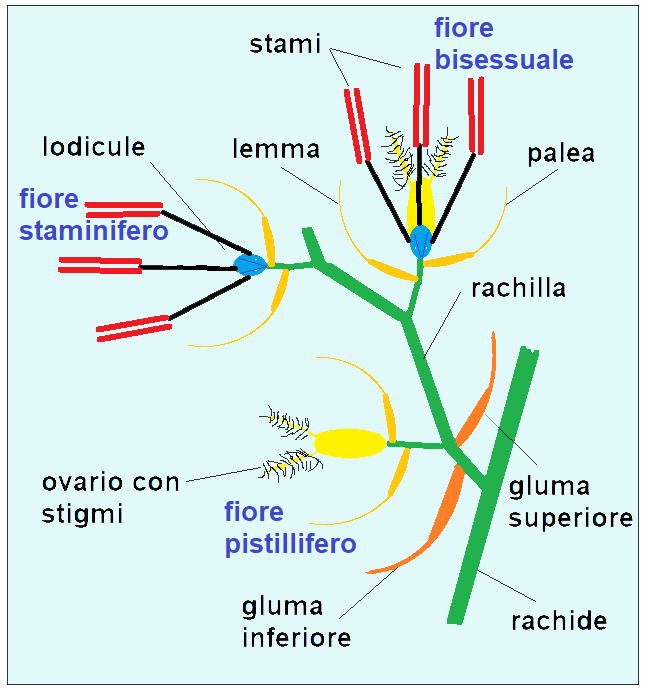
Spighetta generica con tre fiori diversi

Queste piante arrivano ad una altezza di 1 - 4 dm. La forma biologica è terofita scaposa (T scap), ossia in generale sono piante erbacee che differiscono dalle altre forme biologiche poiché, essendo annuali, superano la stagione avversa sotto forma di seme e sono munite di asse fiorale eretto e spesso privo di foglie.

### Radici
Le radici sono per lo più fascicolate; a volte sono secondarie da rizoma.

### Fusto
I culmi sono cavi a sezione più o meno rotonda. I culmi sono solitari o fascicolati in un piccolo numero. Il portamento in genere è ginocchiato-ascendente. La superficie è pubescente specialmente in zone distali.

### Foglie
Le foglie lungo il culmo sono disposte in modo alterno, sono distiche e si originano dai vari nodi. Sono composte da una guaina, una ligula e una lamina. Le venature sono parallelinervie. Non sono presenti i pseudopiccioli e, nell'epidermide delle foglia, le papille.
- Guaina: la guaina è abbracciante il fusto e priva di auricole (o raramente auricolate); il contorno è lacerato; la superficie è irsuta. Lunghezza della ligula: 3 – 5 mm.
- Ligula: la ligula, acuta e più o meno sfrangiata, è membranosa e a volte è cigliata.
- Lamina: la lamina ha delle forme generalmente lineari-lanceolate e piatte. La pubescenza, su entrambe le facce, è densamente appressata per peli più o meno riflessi. Dimensione delle foglie: larghezza 3 – 5 mm; lunghezza 5 – 10 cm.

### Infiorescenza
Infiorescenza principale (sinfiorescenza o semplicemente spiga): le infiorescenze, ascellari e terminali, in genere sono ramificate (i rami sono brevi - da 2 a 5 mm - o subnulli) e sono formate da alcune spighette solitarie ed hanno la forma di una pannocchia rigidamente eretta, densamente contratta con forme strettamente ellittiche. Il peduncolo dell'infiorescenza è pubescente nella zona distale. La fillotassi dell'inflorescenza inizialmente è a due livelli, anche se le successive ramificazioni la fa apparire a spirale. Dopo la fioritura la pannocchia si colora di purpureo-violaceo. Dimensione delle pannocchie: larghezza 2 cm; lunghezza 5 – 10 cm.

### Spighetta
Infiorescenza secondaria (o spighetta): le spighette, sessili o quasi, compresse lateralmente e cuneate, sottese da due brattee distiche e strettamente sovrapposte chiamate glume (inferiore e superiore), sono formate da 4 - 10 fiori. Possono essere presenti dei fiori sterili; in questo caso sono in posizione distale rispetto a quelli fertili. Alla base di ogni fiore sono presenti due brattee: la palea e il lemma. La disarticolazione avviene con la rottura della rachilla sotto ogni fiore fertile. Dimensione delle spighette: larghezza 2 – 6 mm; lunghezza 1,5 – 5 cm con le reste.
- Glume: le glume, persistenti, lanceolate o lineari e appuntite, sono più corte delle spighette e sono disuguali e minutamente pelose.  Possiedono alcune nervature longitudinali (1 - 3 quella inferiore e 3 - 5 quella superiore) e una carena cigliata. Lunghezza delle glume: inferiore 6 – 8 mm; superiore 10 – 11 mm.
- Palea: la palea è un profillo con alcune venature, è carenata e più corta del lemma.
- Lemma: il lemma, lineare-lanceolato, con superficie da scabrosa a pubescente e consistenza cartacea, all'apice è bi-dentellato (denti lunghi 4  – 5 mm); il dorso, percorso da 5 - 7 nervature; la resta è lunga 1,5 – 2 cm. Dimensione del lemma: larghezza 2 - 2,2 mm; lunghezza 14 – 15 mm.

### Fiori
I fiori fertili sono attinomorfi formati da 3 verticilli: perianzio ridotto, androceo  e gineceo.
- Formula fiorale:[7]

*, P 2, A (1-)3(-6), G (2–3) supero, cariosside.
- Il perianzio è ridotto e formato da due lodicule, delle squame traslucide, poco visibili (forse relitto di un verticillo di 3 sepali). Le lodicule sono membranose e non vascolarizzate.
- L'androceo è composto da 2 - 3 stami ognuno con un breve filamento libero, una - due antere purpureo-violacee. Le antere (1 - 2) sono basifisse con deiscenza laterale e sono lunghe 0,6 – 1 mm (massimo 2 mm) e colorate di purpureo-violaceo. Il polline è monoporato.
- Il gineceo è composto da 3-(2) carpelli connati formanti un ovario supero. L'ovario, pubescente all'apice, ha un solo loculo con un solo ovulo subapicale (o quasi basale). L'ovulo è anfitropo e semianatropo e tenuinucellato o crassinucellato. Lo stilo, che si origina dal lato abassiale dell'ovario, è breve con due stigmi papillosi e distinti.
- Fioritura: da aprile a giugno.

### Frutti
I frutti sono del tipo cariosside, ossia sono dei piccoli chicchi indeiscenti colorati di marrone scuro, con forme ovoidali, nei quali il pericarpo è formato da una sottile parete che circonda il singolo seme. In particolare il pericarpo è fuso al seme ed è aderente. L'endocarpo non è indurito e l'ilo è lungo e lineare. L'embrione è piccolo e provvisto di epiblasto ha un solo cotiledone altamente modificato (scutello senza fessura) in posizione laterale. I margini embrionali della foglia non si sovrappongono. I cariossidi alla fruttificazione sono sottili.

## Biologia
Come gran parte delle Poaceae, le specie di questo genere si riproducono per impollinazione anemogama. Gli stigmi più o meno piumosi sono una caratteristica importante per catturare meglio il polline aereo. La dispersione dei semi avviene inizialmente a opera del vento (dispersione anemocora) e una volta giunti a terra grazie all'azione di insetti come le formiche (mirmecoria). In particolare i frutti di queste erbe possono sopravvivere al passaggio attraverso le budella dei mammiferi e possono essere trovati a germogliare nello sterco.

## Distribuzione e habitat

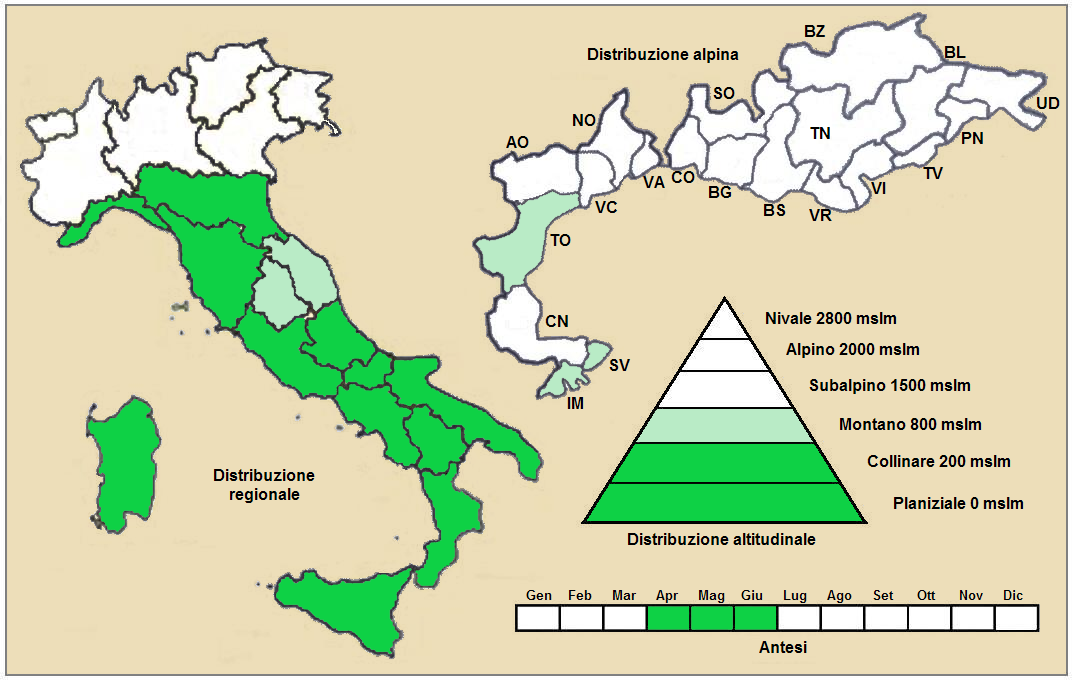
Distribuzione regionale – Distribuzione alpina

- Geoelemento: il tipo corologico (area di origine) è Sud-Mediterraneo / Turanico.
- Distribuzione: in Italia è una specie rara e si trova al Centro e al Sud. Nelle Alpi è presente in Francia (dipartimenti di Alpes-de-Haute-Provence, Hautes-Alpes e Drôme). Sugli altri rilievi europei collegati alle Alpi si trova nel Massiccio Centrale e Pirenei.[16] Nel resto dell'Europa e dell'areale del Mediterraneo questa specie si trova nell'Europa mediterranea occidentale, Grecia, Transcaucasia, Anatolia, Asia mediterranea e Africa mediterranea.[17] Fuori dall'Europa si trova in Cina, nel Tagikistan e nel Turkmenistan. In America e in Australia è considerata "specie introdotta".[13]
- Habitat: gli habitat tipici per questa pianta sono gli incolti aridi, i ruderi e pendii asciutti. Il substrato preferito è calcareo ma anche calcareo/siliceo con pH basico, medi valori nutrizionali del terreno che deve essere arido.[16]
- Distribuzione altitudinale: sui rilievi queste piante si possono trovare fino a 1.000 m s.l.m. (3.900 m s.l.m. in Asia[13]); nelle Alpi frequentano quindi i seguenti piani vegetazionali: collinare e in parte quello montano (oltre a quello planiziale – a livello del mare).

### Fitosociologia
Dal punto di vista fitosociologico alpino Bromus rubens appartiene alla seguente comunità vegetale:
- Formazione: delle comunità pioniere a terofite e succulente
  - Classe: Thero-Brachypodietea
    - Ordine: Thero-Brachypodietalia
      - Alleanza: Thero-Brachypodion

## Tassonomia
La famiglia delle Poacee comprende circa 800 generi e oltre 9.000 specie. È una delle famiglie più numerose e più importanti del gruppo delle monocotiledoni. La famiglia è suddivisa in 12 sottofamiglie, il genere Bromus fa parte della sottofamiglia Pooideae, unico genere della tribù Bromeae.

### Filogenesi
La tribù Bromeae fa parte della supertribù Triticodae T.D. Macfarl. & L. Watson, 1982. La supertribù Triticodae comprende tre tribù: Littledaleeae, Hordeeae e Bromeae. All'interno della supertribù, la tribù Bromeae forma un "gruppo fratello" con la tribù Hordeeae.
I Bromus della flora spontanea italiana sono suddivisi in tre gruppi (o subgeneri) distinti: Festucaria G. et G., Anisantha Koch e Bromus s.s. La specie di questa voce appartiene al gruppo Anisantha. Il ciclo biologico di queste piante è annuo con un aspetto molto diverso dalle specie del genere Festuca. A maturità le spighette si allargano all'apice. Le nervature delle due glume (con forme lanceolate o lineari lunghe 9 – 25 mm) sono diverse: quella inferiore ha una sola nervatura; quella superiore è trinervia. La resta dei lemmi (con forme lineari o lanceolate e lunghi complessivamente 30 – 80 mm) è inserita tra i due dentelli apicali del lemma stesso ed è più lunga della parte laminare. In alcune checklist queste specie possono essere descritte in un genere diverso (Anisantha).
Altri studi descrivono questa specie nella sezione Genea Dumort. (il ciclo biologico è annuale; la gluma inferiore ha una sola vena; la pubescenza sporge dalla punta del lemma per almeno 1,5 mm). In Italia nella stessa sezione sono presenti le specie: Bromus diandrus Roth, 1787, Bromus madritensis L.,  e Bromus sterilis L. e Bromus tectorum L..
Il numero cromosomico delle specie B. rubens è: 2n = 14 e 28.

### Sottospecie
Per questa specie sono indicate le seguenti due sottospecie:
- Bromus rubens subsp. rubens - Distribuzione: Mediterraneo (è il tipo principale e più diffuso).
- Bromus rubens subsp. kunkelii (H.Scholz) H.Scholz, 1996 - Distribuzione: Penisola Iberica e Magreb (è una specie nativa delle Isole Canarie).

### Sinonimi
Questa entità ha avuto nel tempo diverse nomenclature. L'elenco seguente indica alcuni tra i sinonimi più frequenti:
- Anisantha rubens (L.) Nevski
- Anisantha rubens var. caucasica (Hack.) Tzvelev
- Anisantha rubens var. glabriglumis (Maire) Tzvelev
- Bromus canescens Viv.
- Bromus coloratus Lojac.
- Bromus kerkeranus Sennen & Mauricio
- Bromus madritensis var. caucasicus Hack. [Invalid]
- Bromus madritensis var. purpurascens (Delile) Post
- Bromus madritensis subsp. rubens (L.) Husn.
- Bromus madritensis var. rubens (L.) Husn.
- Bromus matritensis var. purpurascens (Delile) Post
- Bromus purpurascens Delile
- Bromus rigidus Rchb.
- Bromus rubens var. ambiguus Maire
- Bromus rubens var. borosii Pénzes
- Bromus rubens f. canescens (Viv.) Coss.
- Bromus rubens var. canescens Coss. ex Bég. & Vacc.
- Bromus rubens var. fallax Maire
- Bromus rubens var. fasciculatus Mutel
- Bromus rubens var. glabellus Maire
- Bromus rubens var. glabriglumis Maire [Invalid]
- Bromus rubens f. intermedius Pamp.
- Bromus rubens var. villosulus Maire
- Bromus scoparius var. rubens (L.) St.-Amans
- Bromus sterilis var. rubens (L.) Kuntze
- Festuca rubens (L.) Pers.
- Genea rigena (L.) Dumort.
- Zerna rubens (L.) Grossh.

#### Sinonimi delle sottospeciekunkelii
- Anisantha rubens subsp. kunkelii (H.Scholz) H.Scholz
- Bromus kunkelii  (H.Scholz) H.Scholz
- Bromus madritensis subsp. kunkelii  H.Scholz